# George Van Biesbroeck
George A. Van Biesbroeck (o Georges-Achille Van Biesbroeck) (21 de enero de 1880 – 23 de febrero de 1974) fue un astrónomo belga nacionalizado estadounidense, descubridor de tres cometas y de varios asteroides.

## Semblanza
Van Biesbroeck nació en Gante, Bélgica llegando a ser ingeniero civil. Después, en 1904 dejó la profesión y se unió al equipo de funcionarios del Real Observatorio de Bélgica en Uccle.
En 1915, durante el transcurso de la Primera Guerra Mundial, fue invitado a ir al Observatorio Yerkes y a traer a su familia consigo. Desde entonces se estableció en los Estados Unidos y trabajó en el campo de los cometas, asteroides y estrellas variables, destacando por su larga carrera de observaciones astronómicas.
Van Biesbroeck obtuvo la Medalla James Craig Watson en 1957.
El asteroide (1781) Van Biesbroeck recibe el nombre en su honor, así como el cráter Van Biesbroeck en la Luna y la estrella Wolf 1055 B. El Premio George Van Biesbroeck, concedido por la American Astronomical Society, también tiene ese nombre en su honor.

## Descubrimientos
Descubrió el cometa periódico 53P/Van Biesbroeck, así como los dos cometas no-periódicos: C/1925 W1 (Van Biesbroeck 1) y C/1935 Q1 (Van Biesbroeck 2) y varios asteroides.

## Eponimia
Además de los cometas que llevan su nombre, se tiene que:
- El cráter lunar Van Biesbroeck lleva este nombre en su memoria.[4]
- El asteroide (1781) Van Biesbroeck también conmemora su nombre.[5]